# San Antonio de Juárez
San Antonio de Juárez är en ort i Mexiko.   Den ligger i kommunen Putla Villa de Guerrero och delstaten Oaxaca, i den sydöstra delen av landet, 300 km söder om huvudstaden Mexico City. San Antonio de Juárez ligger 597 meter över havet och antalet invånare är 357.
Terrängen runt San Antonio de Juárez är varierad. San Antonio de Juárez ligger nere i en dal. Runt San Antonio de Juárez är det ganska glesbefolkat, med 27 invånare per kvadratkilometer. Närmaste större samhälle är Santa Cruz Itundujia, 14,9 km nordost om San Antonio de Juárez. I omgivningarna runt San Antonio de Juárez växer huvudsakligen savannskog.